# Thuiaria purpurea
Thuiaria purpurea is een hydroïdpoliep uit de familie Sertulariidae. De wetenschappelijke naam werd in 1758 gepubliceerd door Linnaeus in de tiende editie van Systema naturae. 